# Aydınyayla (Alaplı)
Aydınyayla is een dorp in het Turkse district Alaplı en telt 861 inwoners (2000).
Centrale districtsplaats (İlçe Merkezi): Alaplı
Gemeenten (Beldeler): Gümeli
Dorpen (Köyler):
Ahatlı · Ahiler · Alaplıbölücek · Alaplıkocaali · Alaplıortacı · Alaplıömerli · Alioğlu · Aşağıdağköy · Aşağıdoğancılar · Aşağıtekke · Aydınyayla · Bektaşlı · Belen · Büyüktekke · Canbazlı · Çamlıbel · Çatak · Çayköy · Çengelli · Çiçekli · Demirciler · Doğancılar · Durhanlı · Fındıklı · Gökhasan · Gürpınar · Hacıhasan · Hallı · Hasanlı · Hüseyinli · İsafakılı · Kabalar · Kasımlı · Kılçak · Kıran · Kocaman · Küçükkaymaz · Küçüktekke · Kürkükler · Musabeyli · Okçular · Onurlu · Osmanlı · Sabırlı · Sofullu · Yedigelli · Yenidoğanlar · Yeniköy · Yeşilyurt